# Illa de Montserrat
Montserrat és una illa britànica de les Petites Antilles del grup de Sotavent, situada al mar Carib. Al nord hi ha l'illa de Redonda i a l'est la d'Antigua, totes dues pertanyents a l'estat d'Antigua i Barbuda, i al sud el pas de Guadeloupe la separa de l'illa francesa de Guadeloupe. Té una extensió de 91 km² i una població de 9.245 habitants (2003).
Es tracta d'una illa muntanyosa i volcànica, amb una alçada màxima de 914 metres sobre el nivell del mar. La majoria de les seves platges, al llarg dels 40 quilòmetres de costa, són de terra negra. Té un clima neotropical, molt humit i calorós, amb unes temperatures mitjanes durant el dia que oscil·len entre els 26 i els 28 graus.

## Història
L'illa havia estat poblada per indígenes arauac i carib. L'any 1493 hi arriba Cristòfol Colom durant el seu segon viatge i bateja l'illa amb el nom Santa Maria de Montserrat, en honor a la Mare de Déu de Montserrat del Monestir de Montserrat prop de Barcelona a Catalunya.
Amb tot, no va ser colonitzada definitivament fins al 1632, quan s'hi van establir anglesos i irlandesos. França intentà, sense èxit, ocupar-la en diverses ocasions, entre 1664 i 1668 i entre 1782 i 1784. Actualment, l'illa és un territori d'ultramar pertanyent al Regne Unit.
Una gran part de l'illa, incloent-hi la capital (Plymouth), fou devastada i dos terços de la població la van abandonar arran de l'erupció del volcà Soufrière Hills el 18 de juliol de 1995. Les erupcions volcàniques han continuat des d'aleshores, per la qual cosa moltes parts de l'illa són inhabitables. Des del 2007 la meitat sud de l'illa, inclosa la capital, ha estat declarada zona d'exclusió i, per tant, està deshabitada.

## Economia
Els huracans i, especialment, les erupcions volcàniques han afectat decisivament l'economia del país. El sector terciari, amb el turisme com a principal font d'ingressos representava fins a un 81% de l'economia global de l'illa. Actualment, tot i que hi ha un intent de recuperació del turisme, depenen en bona part dels ajuts del Regne Unit.

## Govern i política
El Governador actua com a cap de l'estat simbòlic i es el representant del rei. El cap del govern és el Premier, elegit pel poder legislatiu anomenat assemblea Legislativa. El seu màxim tribunal de justícia és la Suprema Cort del Carib Oriental.
Montserrat és membre de la Comunitat del Carib i de l'Organització d'Estats del Carib Oriental.

### Royal Montserrat Defence Force
La Reial Força de Defensa de Montserrat (Royal Montserrat Defence Force) és la unitat de defensa local del territori britànic d'ultramar de Montserrat. Creada el 1899, la unitat és avui una força reduïda d'uns quaranta soldats voluntaris, principalment preocupats per la defensa civil i els deures de cerimònia. La unitat té una associació històrica amb les Guàrdies Irlandeses. Com a territori britànic d'ultramar, la defensa de Montserrat continua sent responsabilitat del Regne Unit.

## Esports
El críquet és l'esport més popular a Montserrat. Els jugadors de Montserrat poden ser escollits per jugar en l'equip de críquet d'Índies Occidentals. Jim Allen fou el primer en jugar per les Índies Occidentals, havent-la representat en la Sèrie Mundial. Cap altre jugador de Montserrat va jugar per aquest equip, fins que Lionel Baker va fer el seu debut internacional contra Pakistan al novembre de 2008.

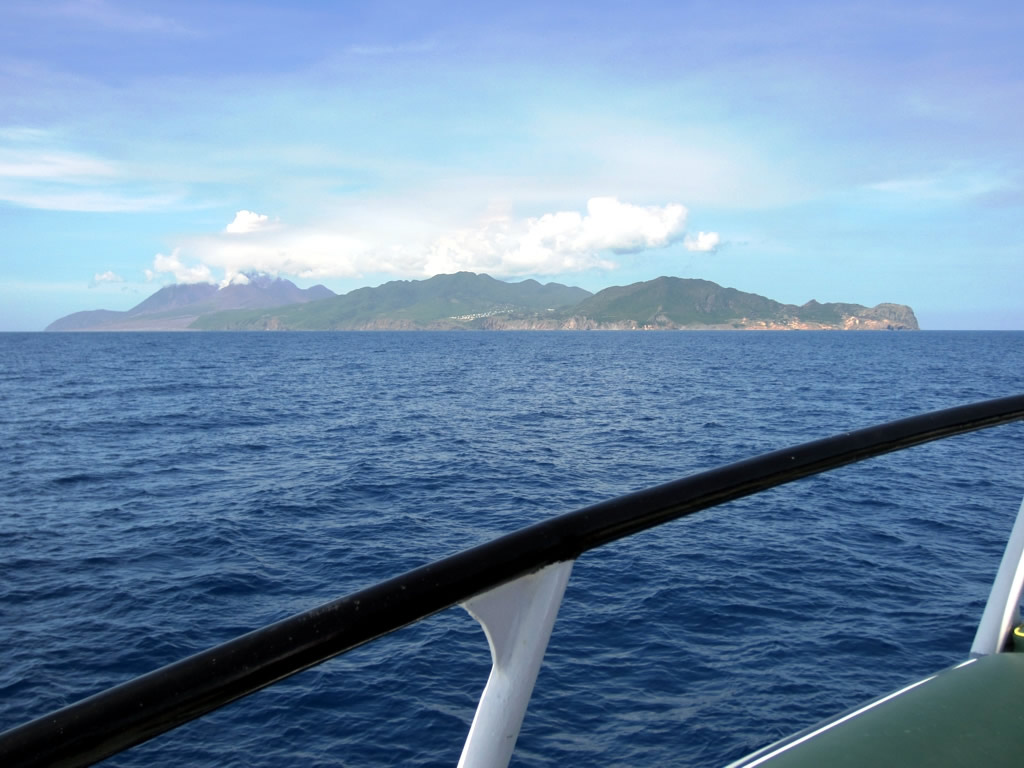
Vista des del mar i perfil de l'illa Montserrat